# Heinz Schorlemmer
Heinz Schorlemmer (eigentlich Felix Wilhelm Schorlemmer; * 4. Januar 1906 in Holthausen; † 6. Oktober 1978 in München) war ein deutscher Schauspieler bei Bühne und Film sowie ein Sänger und Theaterregisseur.

## Leben und Wirken

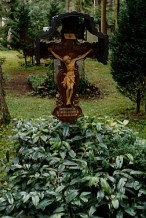
Grabstätte von Heinz Schorlemmer

Schorlemmer war ein Sohn der Gastwirtseheleute Felix Schorlemmer und Pauline Antonie geb. Brakelmann. Sein Vater starb ein halbes Jahr nach seiner Geburt. Nach Erlangung der Primareife erlernte Schorlemmer zunächst den Beruf eines Elektrotechnikers, nahm jedoch wenig später am Konservatorium im heimatlichen Hagen Gesangs- und Schauspielstudien auf und war ab 1928 als Operettenbuffo tätig. Ab 1930 spielte er Theater in Saarbrücken, Bremerhaven, Kiel, Bremen und, seit seiner Ankunft in der Reichshauptstadt, an Berlins Volksbühne, dem Theater am Nollendorfplatz, dem Admiralspalast und der Berliner Soldatenbühne. Nach Kriegsende 1945 erhielt er kaum mehr ein Festengagement und ist lediglich 1950 an den Städtischen Bühnen Gelsenkirchen und im Jahr darauf als Sänger und Spielleiter an Wuppertaler Bühnen auszumachen.
Kurz nach seiner Ankunft in Berlin wurde Schorlemmer nach seinem bemerkenswerten Debüt als dritter Darsteller auf der Besetzungsliste (nach Marika Rökk und Johannes Heesters) der Operettenverfilmung Gasparone mit anfänglich mittelgroßen, später überwiegend kleinen Rollen vor die Kamera geholt. In den folgenden drei Jahrzehnten – nach dem Krieg vor allem beim Fernsehen – verkörperte er Chargen aller Arten: mal einen Schiffssteward, mal einen Fahrlehrer, dann wieder einen Amtmann, einen Chauffeur oder einen Ober. In einer Folge von Der Kommissar, Dr. Meinhardts trauriges Ende, verkörperte er das Mordopfer.
Heinz Schorlemmer heiratete 1939 seine Kollegin Gaetana Huber geb. Ritter. In zweiter Ehe war er ab 1951 mit Gerlinde Naumburg verheiratet, mit der er später für die Serie Aus dem Bücherschrank geholt filmen sollte. Er starb 1978 im Krankenhaus München-Harlaching und wurde auf dem Waldfriedhof Grünwald beigesetzt.

## Filmografie
- 1937: Gasparone
- 1938: Verliebtes Abenteuer
- 1938: Spaßvögel
- 1939: Die Stimme aus dem Äther
- 1939: Robert und Bertram
- 1939: Wenn Männer verreisen
- 1942: Dr. Crippen an Bord
- 1944/49: Freitag, der 13.
- 1949: Madonna in Ketten
- 1956: Hotel Allotria
- 1957: Witwer mit fünf Töchtern
- 1958: Küsse, die töten
- 1959: Die Wahrheit über Rosemarie
- 1960: Eine Frau fürs ganze Leben
- 1960–1965: Aus dem Bücherschrank geholt (Fernsehserie, 2 Folgen)
- 1963: Vorsicht Mister Dodd
- 1964: Schuß in d-Moll (Fernsehfilm)
- 1967: Wie lernt man Liebe? (Fernsehfilm)
- 1970: Der Kommissar (Fernsehserie, Folge 2x06 Dr. Meinhardts trauriges Ende)
- 1970: Pater Brown (Fernsehserie, Folge 4x01 Das blaue Kreuz)